# Cerdido
Cerdido è un comune spagnolo di 1 312 abitanti situato nella comunità autonoma della Galizia.